# Chřebřany
Chřebřany jsou malá vesnice, část obce Vidice v okrese Domažlice v Plzeňském kraji. Nachází se čtyři kilometry jižně od Vidic. Je zde evidováno 13 adres. V roce 2011 zde trvale žilo jedenáct obyvatel.
Chřebřany jsou také název katastrálního území o rozloze 3,88 km².

## Historie
První písemná zmínka o vesnici pochází z roku 1379.

## Obyvatelstvo
| Rok            | 1869 | 1880 | 1890 | 1900 | 1910 | 1921 | 1930 | 1950 | 1961 | 1970 | 1980 | 1991 | 2001 | 2011 | 2021 |
| -------------- | ---- | ---- | ---- | ---- | ---- | ---- | ---- | ---- | ---- | ---- | ---- | ---- | ---- | ---- | ---- |
| Počet obyvatel | 151  | 145  | 144  | 135  | 168  | 153  | 151  | 45   | 48   | 42   | 16   | 11   | 8    | 11   | 9    |
| Počet domů     | 29   | 29   | 31   | 32   | 32   | 32   | 31   | 20   | 10   | 9    | 6    | 7    | 8    | 9    | 7    |

## Obecní správa
Při sčítání lidu v letech 1850–1962 Chřebřany byly samostatnou obcí v okrese Horšovský Týn (v letech 1850–1910 Horšův Týn). V letech 1963–1984 byly částí obce Vidice v okrese Domažlice. Od 1. ledna 1985 do 23. listopadu 1990 byly částí města Horšovský Týn v okrese Domažlice. Od 24. listopadu 1990 jsou opět částí obce Vidice v okrese Domažlice.

## Další fotografie

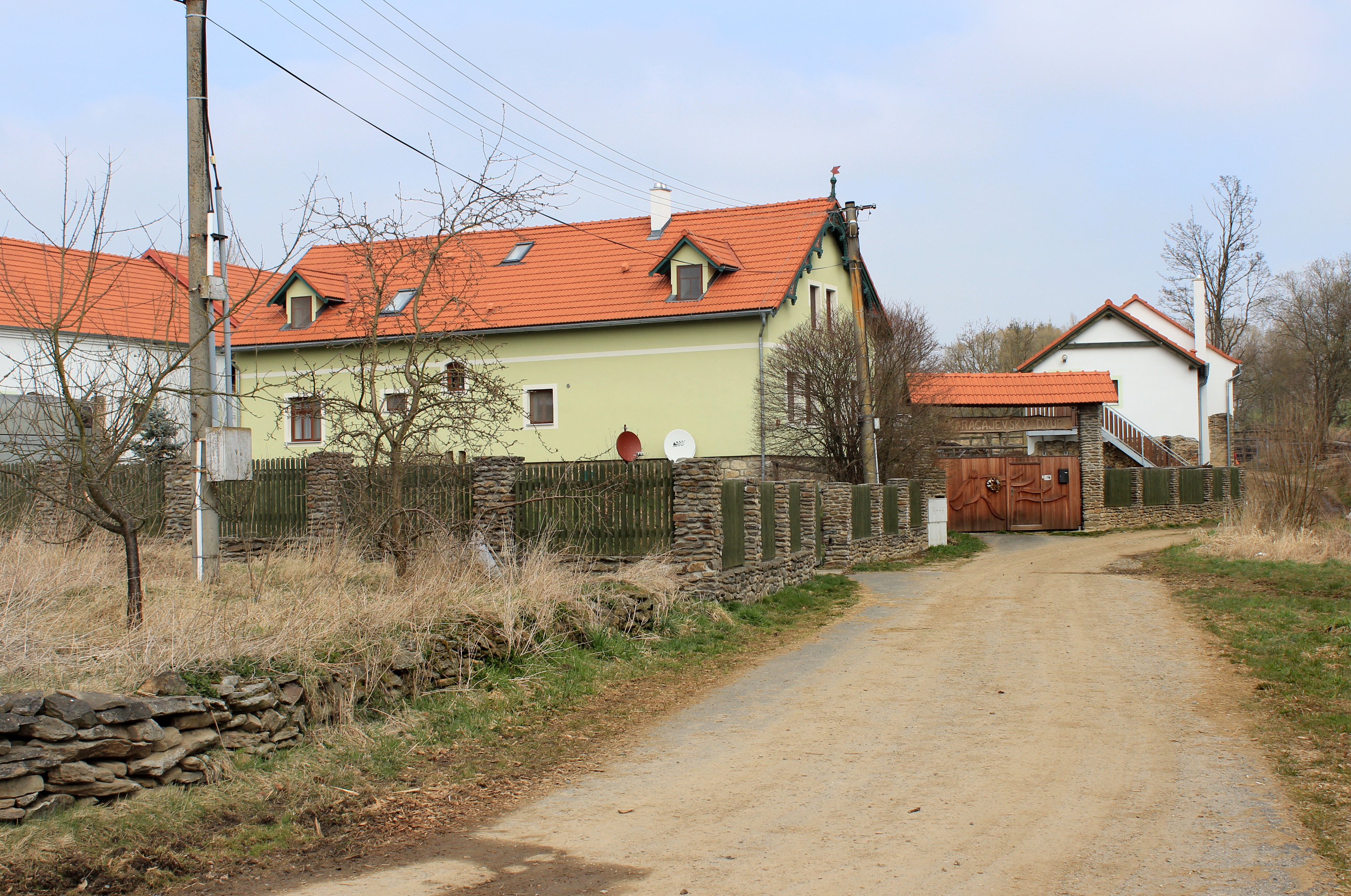
Dům čp. 1
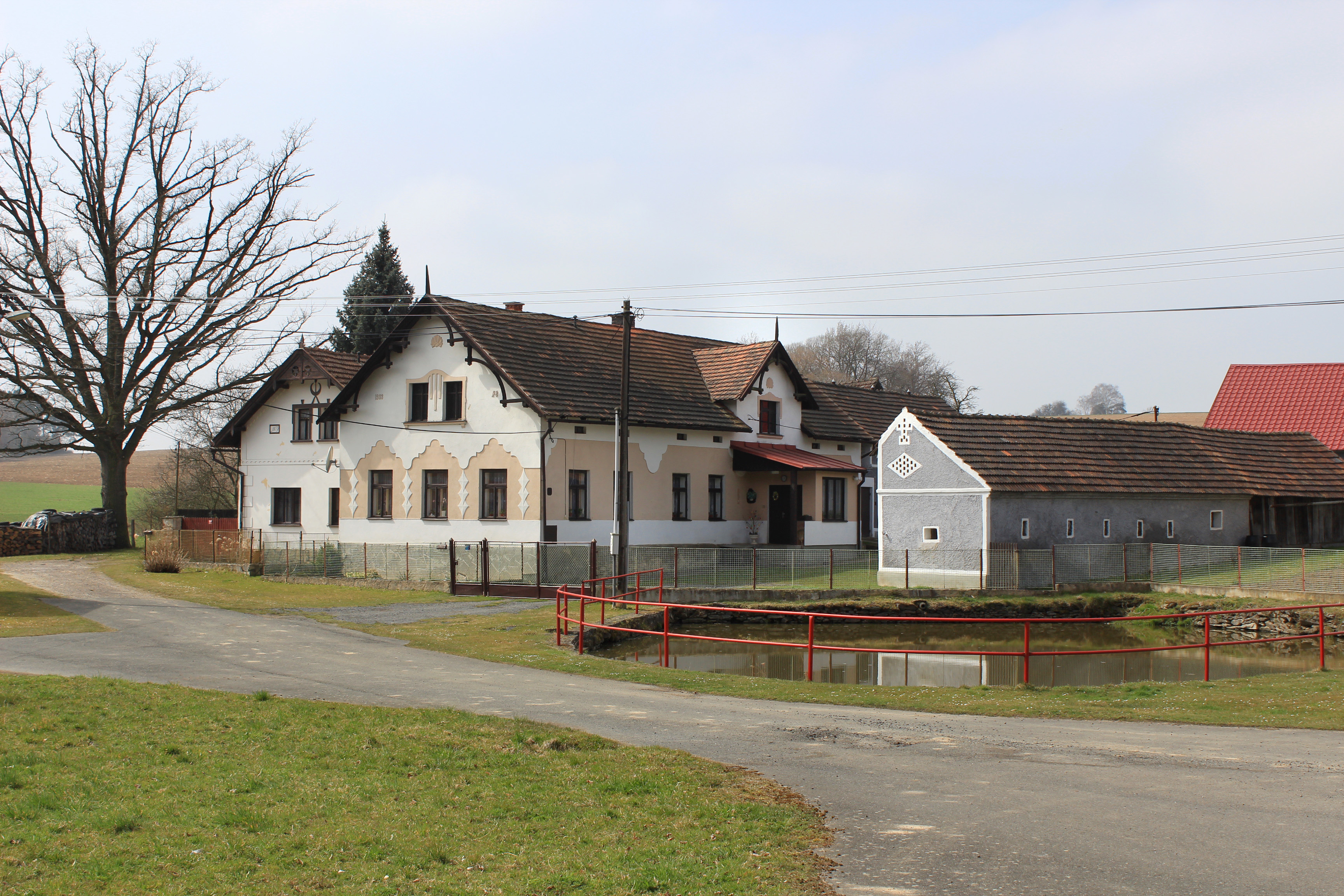
Náves
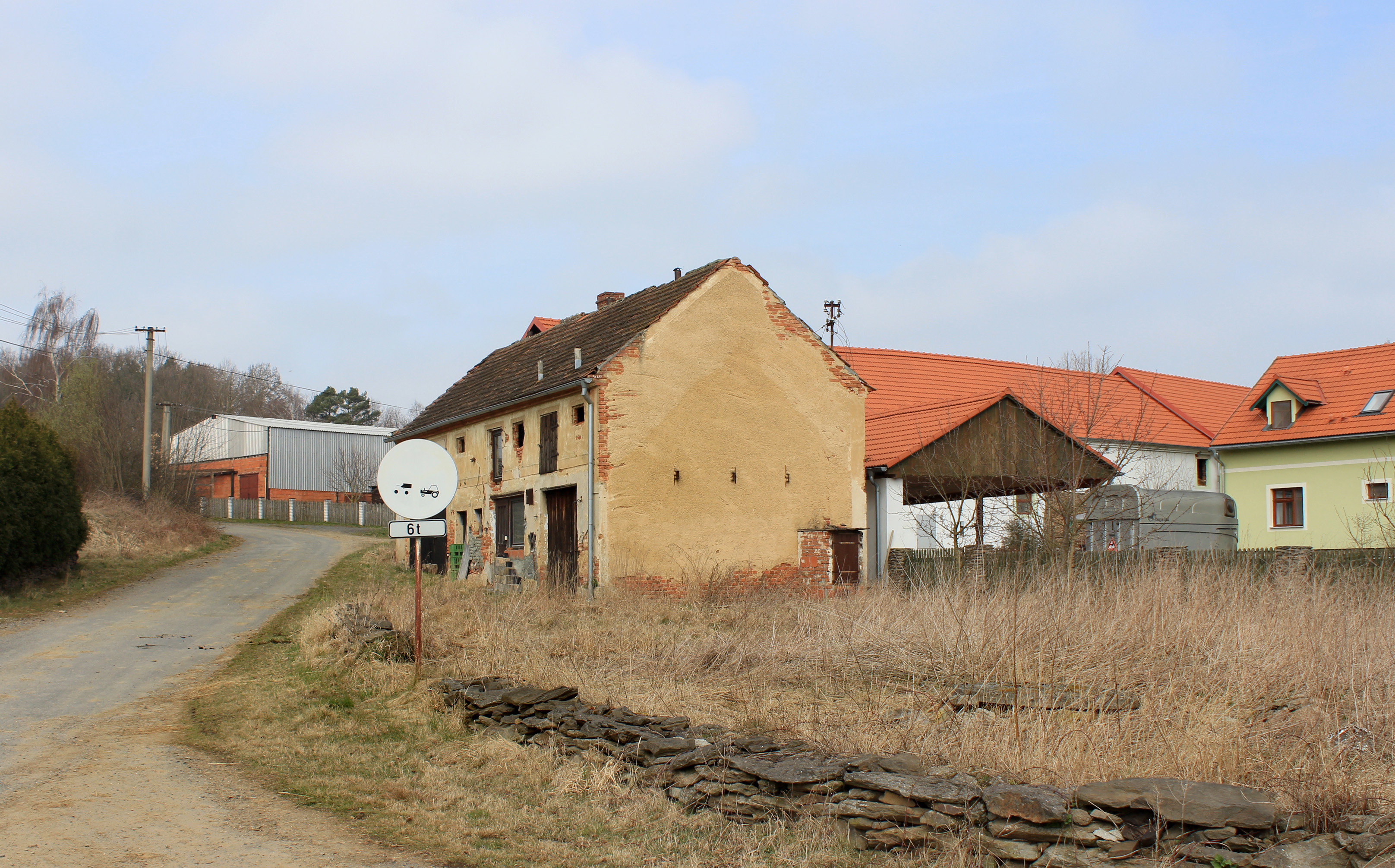
Cesta k Oplotci